# František Hurych
František Hurych (14. října 1903 Praha – 17. června 1977 Praha) byl český herec, zpěvák, komik a operetní režisér.

## Život
Narodil se v roce 1903. Vystudoval reálné gymnázium v Praze. V roce 1921 začal spolu s Járou Kohoutem působit ve studentském kabaretním sdružení Sketch. V roce 1926 byl obsazen jako tenorista do kabaretních a opereních představení divadla v Karlíně. Od roku 1929 působil jako režijní asistent Oldřicha Nového v zemském divadle v Brně. V letech 1941 až 1945 tvořil spolu s Františkem Paulem satirickou dvojici ve Švandově divadle na Smíchově. Od roku 1947 působil v divadle Na Fidlovačce, odkud byl po únoru 1948 vyhozen. V roce 1968 byl rehabilitován. V roce 1977 po úrazu při dopravní nehodě ukončil svůj život sebevraždou.